# Ara Gaya
Ara Gaya, conocida también con el nombre de Ana Gaya, Asiryangguk (아시량국, 阿尸良國)), y Alla (안라, 安羅), era un reino de ciudad-estado en la parte de Confederación Gaya, en el actual condado de Haman, Corea del Sur. A medida que fracasaba la política exterior de confrontación de Daegaya, Ara Gaya y su política de menor confrontación ganaron apoyo en el 540 d. C.
A mediados del siglo VI d. C., Gaya no podía arriesgarse a la hostilidad de Baekje o Silla (dos de los Tres Reinos de Corea, que dominaban la península, siendo el tercero Goguryeo ). Ara Gaya puso una gran cantidad de esfuerzo en la búsqueda de una solución diplomática para el mantenimiento de su independencia, incluidas las cumbres de organización entre Baekje, Silla y Yamato-Wa.
La Confederación Gaya se debilitó en gran medida en ese momento, ya que los estados del noroeste de Gaya cayeron bajo la influencia de Baekje y los estados del sureste cayeron bajo la influencia de Silla. Ara Gaya trató de mantener su independencia al aliarse con Goguryeo, y luego le pidió a este último que invadiera Baekje en 548 d. C. Este intento de debilitar la esfera de influencia de Baekje falló cuando Goguryeo no tuvo éxito en la campaña.
En 553 dC, el reino de Silla derrotó a Baekje en la guerra y ocupó la zona de Gyeonggi (la cuenca del río Han), rompiendo su alianza de 120 años con Baekje. Silla, después de haber iniciado la incorporación de las partes de Gaya en su esfera de influencia, también invadió el resto de Gaya para eliminar la esfera de influencia de Baekje allí presente. Ara Gaya se rindió ante Silla en 559 d. C.